# Chendjit
| S26 · X1 |

| S26 · X1 |

Le chendjit (ou chendjyt) est le pagne traditionnel du costume égyptien, en tissu de forme triangulaire dont la pointe est relevée entre les jambes.

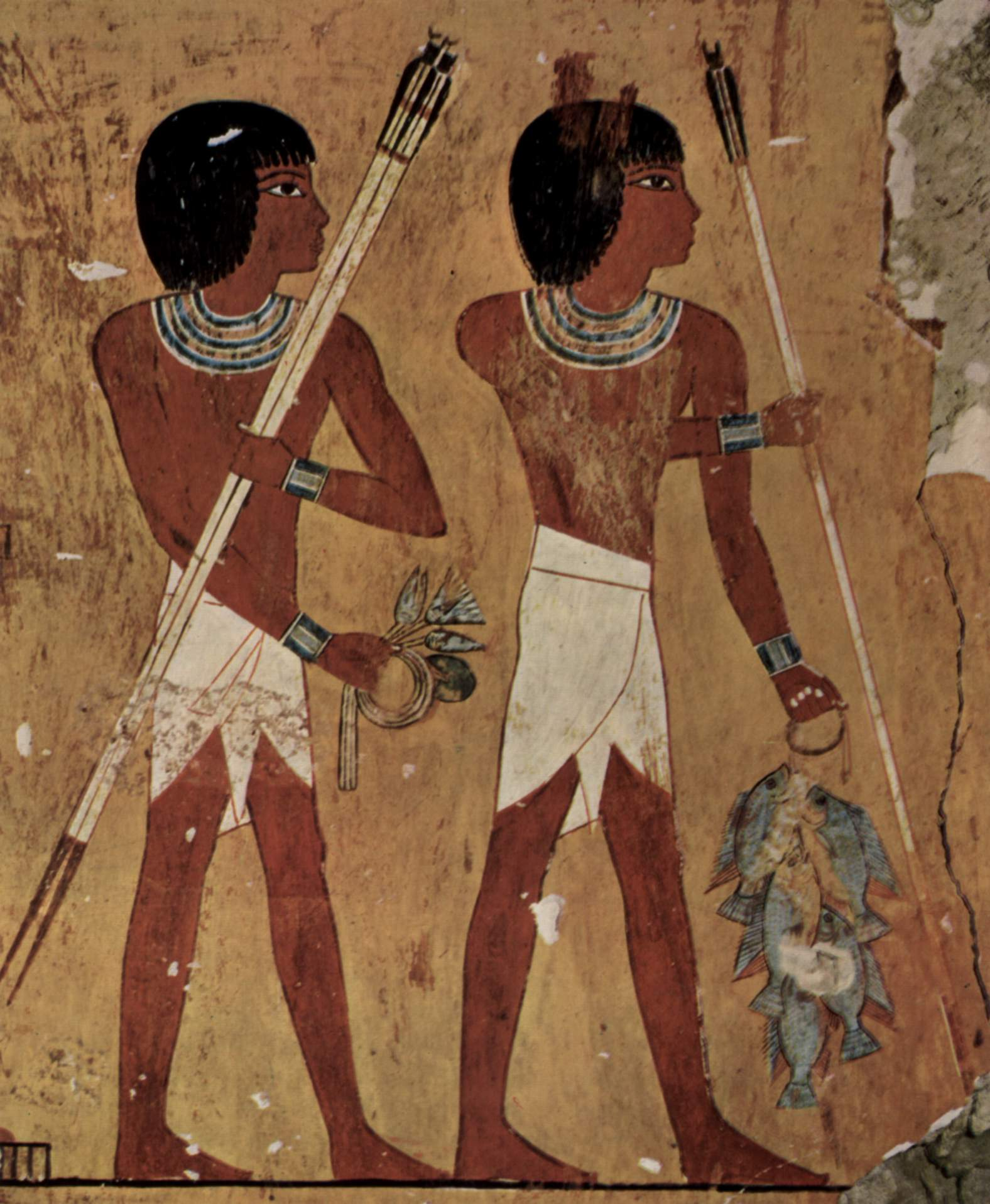
Porteur de flèche, chambre funéraire du Kenamoun, intendant en chef du roi

Ce vêtement est bien souvent la seule tenue des paysans dans les champs. Les ouvriers, les soldats et les marins en portent un second par-dessus, fait de lanières de cuir entrecroisées, pour mieux se protéger.
À l'origine en lin blanc, d'abord court, serré et droit, sous l'Ancien Empire, il s'élargit et s'allonge, et on voit apparaître le plissé, associant lignes verticales et horizontales. Le bord des pagnes s'orne parfois de perles, de galons brodés ou de franges.
Au Moyen Empire, on ajoute par-dessus un second pagne plus long qui peut être transparent.
Au Nouvel Empire, on préfère draper savamment un plissé retombant en éventail sur le devant, qui laisse apparaître le pagne du dessous ; le tout est retenu par une ceinture de tissu, enrichie de motifs et de galons colorés, dont les longs pans flottent par devant ; un fermoir gravé au nom de son propriétaire permet de la fixer. Les plus humbles n'utilisent qu'un simple bout de corde, alors que les plus riches ajoutent par-dessus leur pagne une large ceinture de cuir qui soutient un tablier décoratif, dont certains, lors de cérémonies, prennent la forme de grands triangles rigides qui se projettent en avant.